# Edgar Brenchley
Edgar „Chirp“ Brenchley (* 10. Februar 1912 in Sittingbourne, Kent, England; † 13. März 1975 in Hamilton, Ontario, Kanada) war ein britischer Eishockeyspieler und -trainer, der unter anderem 1936 mit seinem Land Olympiasieger wurde.

## Karriere
Edgar Brenchley wanderte bereits als Kind mit seiner Familie in das kanadische Niagara Falls, Ontario, aus, wo er seine Karriere als Eishockeyspieler in der Saison 1934/35 bei den Hershey B’ars aus der Eastern Hockey League (EHL) begann. Anschließend kehrte er nach Großbritannien zurück, wo er von 1935 bis 1937 für die Richmond Hawks und die Harringay Greyhounds in der English National League spielte. Nach zwei Jahren Pause wechselte Brenchley 1939 zu den Atlantic City Seagulls aus der EHL, die er nach nur einem Jahr verließ. Erst nach dem Ende des Zweiten Weltkriegs stand der Angreifer wieder im professionellen Eishockey auf dem Eis. Von 1945 bis zu seinem Karriereende 1956 spielte der Brite für die Washington Lions, A.C. New York, Atlantic City Seagulls, Johnstown Jets und Philadelphia Ramblers in der EHL, sowie die Washington Lions in der American Hockey League, die New York Rovers in der Quebec Senior Hockey League und die Johnstown Jets in der International Hockey League.
Nach dem Ende seiner Karriere als Spieler übernahm Brenchley von 1955 bis 1958 das Traineramt bei seinem Ex-Club Philadelphia Ramblers aus der Eastern Hockey League. Daraufhin arbeitete er von 1961 bis 1963 und von 1964 bis 1966 für jeweils eine Spielzeit bei den Sudbury Wolves aus der Eastern Professional Hockey League, die Port Huron Flags aus der International Hockey League und die St. Catharines Black Hawks aus der Ontario Hockey Association.
Aufgrund seiner Verdienste um das britische Eishockey wurde Brenchley 1993 als Mannschaftsmitglied der Nationalmannschaft 1936 in die British Ice Hockey Hall of Fame aufgenommen. Zuvor war er bereits 1990 in die Niagara Falls Sports Wall of Fame aufgenommen worden.

### International
Für Großbritannien nahm Brenchley an den Olympischen Winterspielen 1936 in Garmisch-Partenkirchen und der Weltmeisterschaft 1937 teil.

## Erfolge und Auszeichnungen
- 1936 Goldmedaille bei den Olympischen Winterspielen
- 1937 Silbermedaille bei der Weltmeisterschaft